# Раздел (Силистренская область)
Раздел (болг. Раздел) — село в Болгарии. Находится в Силистренской области, входит в общину Дулово. Население составляет 625 человек.

## Политическая ситуация
В местном кметстве Раздел, в состав которого входит Раздел, должность кмета (старосты) исполняет Равие Ниязи Рамадан (Движение за права и свободы (ДПС)) по результатам выборов правления кметства.
Кмет (мэр) общины Дулово — Митхат Мехмед Табаков (Движение за права и свободы (ДПС)) по результатам выборов в правление общины.